# Ernesto (film 1979)
Ernesto è un film del 1979 diretto da Salvatore Samperi, tratto dall'omonimo romanzo di Umberto Saba. Tra i suoi interpreti Martin Halm e Virna Lisi.

## Trama
Agli inizi del Novecento un ragazzo triestino di famiglia medio borghese, figlio unico e senza padre, inizia a lavorare a quattordici anni per il signor Wilder, un commerciante, che ogni mattina fa cercare ad Ernesto, questo è il nome del ragazzo, degli uomini da pagare a giornata per scaricare e caricare i sacchi delle merci che commercia. Fra questi uomini, uno di loro scapolo e un po' misterioso, avvenente e virile, rimane attratto dal giovane che invita a scoprire i rapporti fra ragazzo ed uomo, un atteggiamento da pederastia. Il ragazzo comprende ciò a cui l'uomo allude e ne è interessato e qualche giorno dopo inizia ad avere rapporti con lui. Dopo un iniziale periodo di piacere, il ragazzo inizia a stufarsi di essere posseduto e vuole fare all'uomo le stesse cose che quegli fa con lui. L'uomo è un po' ritroso, ma è ormai completamente pazzo d'amore verso il ragazzo, che se ne rende conto e se ne approfitta, illudendolo e facendolo soffrire.
Un giorno decide di andar al bordello e di provare con una donna, prova molto piacere, ma si rende anche conto di preferire gli uomini. Stufo del suo lavoro, desideroso di diventare violinista, scrive una lettera piena d'insulti al suo principale e inizia a dedicarsi soltanto alla musica. Purtroppo non avendo i soldi per vedere un concerto di un noto violinista dell'epoca e pressato dalla madre affinché torni a lavorare al signor Wilder, decide, mostrando un pentimento che non ha, di raccontare alla madre che il vero motivo per cui ha lasciato il lavoro ovvero liberarsi dell'uomo che l'aveva più volte insidiato, la madre pensando che a cosa direbbe la gente se si sapesse e temendo che il figlio fosse omosessuale, si mostra molto comprensiva e gli dà i soldi per il concerto, lui furbo, aggiunge, per rassicurarla, che un volta è anche stato con una donna, per cui la madre si riprende dallo spavento di aver generato un figlio imperfetto e di comun accordo decidono di non parlarne più e di dimenticare lo spiacevole incidente.
Al concerto Ernesto fa la conoscenza di Emilio, detto Illo, un ragazzino carino un poco più giovane di lui con il quale inizia a comportarsi come l'uomo aveva fatto con lui. Inizia un breve ma deciso corteggiamento e con la scusa delle lezioni di violino, lo bacia in casa propria. L'idillio sarebbe perfetto se non si mettesse in mezzo la sorella gemella di Emilio, Rachele, la quale mette gli occhi addosso ad Ernesto e senza che questi possa dire una sola parola, decide che entrambi si vogliono bene ed organizza il loro fidanzamento, con grande gioia della madre e degli zii del ragazzo. Ma Ernesto è davvero d'accordo? Non è dato saperlo il film si chiude con lui che alla festa di fidanzamento cerca e chiede solo di Illo, ad un certo punto quasi arresosi e con lo sguardo furbo, fa spallucce in direzione di camera. Mentre il povero uomo si ritrova inutilmente ad attenerlo come uno scemo, invocando il suo nome. Non essendoci un epilogo nel libro, anche il finale del film è lasciato un po' monco, l'espressione finale del ragazzo potrebbe far alludere a molte cose fra cui una rassegnazione al modo di fare della società del tempo da parte dello stesso per una questione di convenienza.

## Accoglienza

### Critica
Paolo Mereghetti afferma che «il film [...] riesce a ricreare abbastanza bene l'atmosfera della Trieste mitteleuropea».
Al ventinovesimo Internationale Filmfestspiele Berlin (1979), l'interpretazione di Michele Placido è stata premiata con l'Orso d'argento per il miglior attore.